# Campeonato Mundial de Voleibol Masculino de 1978
O Campeonato Mundial de Voleibol Masculino de 1978 foi a nona edição do torneio, organizado pela FIVB. Foi realizado em Roma, Itália, de 20 de setembro a 1º de outubro de 1978.

## Times
| Grupo A – Roma - Bélgica - China - Egito - Itália | Grupo B – Bérgamo - Finlândia - México - Polónia - Venezuela | Grupo C – Udine - Brasil - França - União Soviética - Tunísia |

| Grupo D – Veneza - Argentina - Cuba - Hungria - Japão | Grupo E – Parma - Bulgária - Canadá - Alemanha Oriental - Países Baixos | Grupo F – Ancona - Tchecoslováquia - Roménia - Coreia do Sul - Estados Unidos |

## Fase Final
|  | Semi-finais                | Semi-finais               |   |                           | Final                     | Final |  |
|  |                            |                           |   |                           |                           |       |  |
|  | 30 de setembro 1978 – Roma |                           |   |                           |                           |       |  |
|  | Itália                     | 3                         |   |                           |                           |       |  |
|  | Cuba                       | 1                         |   |                           |                           |       |  |
|  |                            |                           |   |                           |                           |       |  |
|  |                            |                           |   |                           | 1º de outubro 1978 – Roma |       |  |
|  |                            |                           |   |                           | Itália                    | 0     |  |
|  |                            | União Soviética           | 3 |                           |                           |       |  |
|  |                            |                           |   |                           |                           |       |  |
|  |                            |                           |   |                           |                           |       |  |
|  |                            |                           |   |                           | 3º lugar                  |       |  |
|  | 30 de setembro 1978– Roma  | 30 de setembro 1978– Roma |   | 1º de outubro 1978 – Roma | 1º de outubro 1978 – Roma |       |  |
|  | União Soviética            | 3                         |   | Cuba                      | 3                         |       |  |
|  | Coreia do Sul              | 0                         |   |                           | Coreia do Sul             | 1     |  |

## Classificação Final
| Posição           | Time              |
| ----------------- | ----------------- |
| Medalha de ouro   | União Soviética   |
| Medalha de prata  | Itália            |
| Medalha de bronze | Cuba              |
| 4                 | Coreia do Sul     |
| 5                 | Chéquia           |
| 6                 | Brasil            |
| 7                 | China             |
| 8                 | Polônia           |
| 9                 | Alemanha Oriental |
| 10                | Bulgária          |
| 11                | Japão             |
| 12                | México            |
| 13                | Romênia           |
| 14                | Hungria           |
| 15                | França            |
| 16                | Países Baixos     |
| 17                | Finlândia         |
| 18                | Bélgica           |
| 19                | Estados Unidos    |
| 20                | Canadá            |
| 21                | Venezuela         |
| 22                | Argentina         |
| 23                | Egito             |
| 24                | Tunísia           |

| Campeonato Mundial de Voleibol Masculino de 1978 |
| Campeão                                          |
| ------------------------------------------------ |
| União Soviética 5º Título                        |